# Nabarangpur (huyện)
Huyện Nabarangpur là một huyện thuộc bang Odisha, Ấn Độ. Thủ phủ huyện Nabarangpur đóng ở Nabarangpur. Huyện Nabarangpur có diện tích 5135 ki lô mét vuông. Đến thời điểm năm 2001, huyện Nabarangpur có dân số 1018171 người.